# أوبي (باد كاليه)
أوبي، باد كاليه (بالفرنسية: Oppy, Pas-de-Calais)‏ هي بلدية تقع في إقليم باد كاليه من منطقة نور با دو كاليه في شمال فرنسا. تبلغ مساحة هذه المدينة 4.84 (كم²)، وترتفع عن سطح البحر 59 م، يبلغ عدد سكانها 396 نسمة حسب إحصاء المعهد الوطني للإحصاء والدراسات الاقتصادية سنة 2009 م. وترأس Xavier Platel البلدية خلال فترة (2008-2014).